# باب‌اسفنجی شلوارمکعبی (مجموعه‌فیلم)
مجموعه فیلم‌های باب اسفنجی شلوارمکعبی متشکل از پویانمایی/لایو اکشن‌های‌ کودکانه-کمدی آمریکایی است که بر اساس مجموعه پویانمایی تلویزیونی به همین نام ساخته شده و ادامه یافته است. توزیع کننده این مجموعه پارامونت پیکچرز است. در این مجموعه صداپیشگان تلویزیونی اصلی حضور دارند: تام کنی، بیل فیجرباک، راجر آلبرت بومپاس، کلنسی براون، مستر لارنس، جیل تالی، کارولین لارنس، ماری جو کتلت و لوری آلن. کانال باب اسفنجی
برنامه‌ریزی برای ساخت فیلمی براساس این مجموعه در سال ۲۰۰۱ آغاز شد، زمانی که نیکلودئون و پارامونت پیکچرز شروع به نزدیک شدن به خالق سریال، استیون هیلنبرگ، خالق مجموعه برای تولید یک فیلم سینمایی کردند. او ابتدا پیشنهاد آنها را رد کرد، اما در سال ۲۰۰۲ پس از اتمام فصل سوم فصل سوم مجموعه شروع به توسعه آن کرد. هیلنبرگ این فیلم را با عنوان فیلم باب‌اسفنجی شلوارمکعبی کارگردانی کرد که در ۱۹ نوامبر ۲۰۰۴ در ایالات متحده اکران شد و به موفقیت تجاری و منتقدانه‌ای دست یافت. در ابتدا قرار بود این فیلم قسمت پایانی مجموعه باشد، اما موفقیت مجموعه منجر به تولید قسمت‌های بیشتری شد. اسفنج بیرون از آب، به کارگردانی مجری سابق برنامه، پاول تیبیت، در سال ۲۰۱۵ اکران شد. سومین فیلم، اسفنج فراری، توسط تیم هیل، نویسنده سابق نمایش کارگردانی شد و در سال ۲۰۲۰ اکران شد.
از فوریه ۲۰۲۲، چهار فیلم دیگر درحال ساخت اعلام شد، از جمله چهارمین فیلم سینمایی، با عنوان فیلم باب‌اسفنجی: جستجوی شلوارمکعبی، که قرار است در دسامبر ۲۰۲۵ اکران شود و سه فیلم اسپین‌آف برای پخش جریانی در پارامونت پلاس و نتفلیکس درحال توسعه است.

## خلاصه داستان فیلم‌ها

### فیلم باب اسفنجی شلوارمکعبی (۲۰۰۴)
در این انیمیشن/لایو اکشن کمدی، برنامه پلانکتون سرقت تاج پادشاه نپتون است و آن را به شهر خطرناک ممنوعه می‌فرستد و سپس آقای خرچنگ را برای جرم متهم می‌کند. باب اسفنجی و پاتریک باید به شهر ممنوعه سفر کنند و در مواجهه با خطرات متعددی در راه بازگرداندن تاج نجات پیدا کنند تا آقای خرچنگ را از خشم نپتون و بیکینی باتم را از استبداد پلانکتون نجات یابند.

### فیلم باب اسفنجی: اسفنج بیرون از آب (۲۰۱۵)
این داستان به دنبال یک دزد دریایی به نام «ریش برگر» (آنتونیو باندراس) است که فرمول مخفی همبرگر خرچنگی را با استفاده از یک کتاب جادویی که هر متن روی آن نوشته شود در بیکینی باتم رخ می دهد ، می‌دزدد. بعد از اینکه بیکینی باتم به یک انجیل آخرالزمانی تبدیل می‌شود یعنی دنیا به آخر می رسد و شهروندان دنبال باب اسفنجی و پلانکتون که فکر می‌کنند آنها فرمول را دزدیده‌اند می‌گردند ولی بعد از ماجرایی آنها رد فرمول را در زمین می‌گیرند و بالاخره آخر فیلم فرمول را از آنها می گیرند و 
می بینیم که پلانکتون‌ به یک موجود غول‌آسا و قوی تبدیل می شود و در آخر ریش برگر را با پایش به جزیره پرتاب می کند.

### فیلم باب اسفنجی: اسفنج در حال فرار (۲۰۲۱)
باب اسفنجی و پاتریک به یک مأموریت برای نجات گری، که توسط پوسایدن دزدیده شده‌است، می‌روند و آنها به شهر گمشده شهر آتلانتیک سفر می‌کنند. این فیلم همچنین منشأ دیدار باب‌اسفنجی با گری، اختاپوس، پاتریک، آقای خرچنگ و سندی را برای اولین بار در دوران کودکی نشان می‌دهد.
| شخصیت‌ها                  | فیلم‌ها                     | فیلم‌ها              | فیلم‌ها              |
| شخصیت‌ها                  | فیلم باب اسفنجی شلوارمکعبی | اسفنج بیرون از آب   | اسفنج در حال فرار   |
| شخصیت‌ها                  | ۲۰۰۴                       | ۲۰۱۵                | ۲۰۲۰                |
| ------------------------ | -------------------------- | ------------------- | ------------------- |
| باب اسفنجی شلوار مکعبی   | تام کنی                    | تام کنی             | تام کنی             |
| گری حلزون                | تام کنی                    | تام کنی             | تام کنی             |
| پاتریک ستاره ای          | بیل فیجرباک                | بیل فیجرباک         | بیل فیجرباک         |
| اختاپوس هشت پا           | راجر آلبرت بومپاس          | راجر آلبرت بومپاس   | راجر آلبرت بومپاس   |
| آقای یوجین خرچنگ         | کلنسی براون                | کلنسی براون         | کلنسی براون         |
| شلدون پلانکتون           | مستر لارنس                 | مستر لارنس          | مستر لارنس          |
| کارن پلانکتون            | جیل تالی                   | جیل تالی            | جیل تالی            |
| سندی چیکس                | کارولین لارنس              | کارولین لارنس       | کارولین لارنس       |
| خانم پاف                 | مری جو کتلت                | مری جو کتلت         | مری جو کتلت         |
| پرل کربس                 | لوری آلن                   | لوری آلن            | لوری آلن            |
| پادشاه نپتون             | جفری تامبر                 | در فیلم حضور ندارد. | در فیلم حضور ندارد. |
| شاهزاده میندی            | اسکارلت جوهانسون           | در فیلم حضور ندارد. | در فیلم حضور ندارد. |
| دنیس                     | الک بالدوین                | در فیلم حضور ندارد. | در فیلم حضور ندارد. |
| دیوید هسلهاف             | خودش                       | در فیلم حضور ندارد. | در فیلم حضور ندارد. |
| ریش برگر                 | در فیلم حضور ندارد.        | آنتونیو باندراس     | در فیلم حضور ندارد. |
| بابلز                    | در فیلم حضور ندارد.        | مت بری              | در فیلم حضور ندارد. |
| پوسایدن                  | در فیلم حضور ندارد.        | در فیلم حضور ندارد. | مت بری              |
| سیج                      | در فیلم حضور ندارد.        | در فیلم حضور ندارد. | کیانو ریوز          |
| اسنوپ داگ                | در فیلم حضور ندارد.        | در فیلم حضور ندارد. | خودش                |
| اتو                      | در فیلم حضور ندارد.        | در فیلم حضور ندارد. | آکوافینا            |
| مجری برنامه اتاق آبی     | در فیلم حضور ندارد.        | در فیلم حضور ندارد. | تیفانی هدیش         |
| صدر اعظم و مشاور پوسایدن | در فیلم حضور ندارد.        | در فیلم حضور ندارد. | رجی واتس            |
| ال دیابلو                | در فیلم حضور ندارد.        | در فیلم حضور ندارد. | دانی ترگو           |

## پذیرش

### عملکرد باکس آفیس
| فیلم                               | تاریخ انتشار   | باجه باکس آفیس                    | باجه باکس آفیس   | باجه باکس آفیس   | باجه باکس آفیس   | بودجه           | منبع(ها) |
| فیلم                               | تاریخ انتشار   | آخرین هفته افتتاحیه آمریکای شمالی | آمریکای شمالی    | سرزمین‌های دیگر   | در سراسر جهان    | بودجه           | منبع(ها) |
| ---------------------------------- | -------------- | --------------------------------- | ---------------- | ---------------- | ---------------- | --------------- | -------- |
| فیلم باب اسفنجی شلوارمکعبی         | ۱۹ نوامبر ۲۰۰۴ | ۳۲٬۰۱۸٬۲۱۶ دلار                   | ۸۵٬۴۱۷٬۹۸۸ دلار  | ۵۴٬۷۴۳٬۸۰۴ دلار  | $ ۱۴۰٬۱۶۱٬۷۹۲    | ۳۰ میلیون دلار  | [ ۱ ]    |
| فیلم باب اسفنجی: اسفنج بیرون از آب | ۶ فوریه ۲۰۱۵   | ۵۵٬۳۶۵٬۰۱۲ دلار                   | $ ۱۶۲٬۹۹۴٬۰۳۲    | ۱۶۰٬۴۴۲٬۵۰۶ دلار | ۳۲۳ ۴۳۶ ۵۳۸ دلار | ۷۴ میلیون دلار  | [ ۲ ]    |
| جمع                                | جمع            | ۸۷٬۳۸۳٬۲۲۸ دلار                   | ۲۴۸٬۴۱۲٬۰۲۰ دلار | ۲۱۵٬۱۸۶٬۳۱۰ دلار | ۴۶۳٬۵۹۸٬۳۳۰ دلار | ۱۰۴ میلیون دلار |          |

### پذیرش انتقادی و عمومی
| فیلم                               | راتن تومیتوز  | متاکریتیک   | سینماسکور |
| ---------------------------------- | ------------- | ----------- | --------- |
| فیلم باب اسفنجی شلوارمکعبی         | ۶۹٪ (۱۲۸ نظر) | ۶۶ (۳۲ نظر) | B +       |
| فیلم باب اسفنجی: اسفنج بیرون از آب | ۸۰٪ (۱۰۲ نظر) | ۶۲ (۲۷ نظر) | B         |

## عوامل تولید
| فیلم                       | کارگردان(ها)                                   | تهیه‌کننده(ها)                 | نویسنده(ها) | آهنگساز      | سینماگر        | ویرایشگر             |
| -------------------------- | ---------------------------------------------- | ----------------------------- | --- | ------------ | -------------- | -------------------- |
| فیلم باب اسفنجی شلوارمکعبی | استیون هیلنبرگ مارک آزبرن (سکانس‌های لایو اکشن) | استیون هیلنبرگ و جولیا پیستور | فیلمنامه: درک درایمون، تیم هیل، استیون هیلنبرگ، کنت ازبورن، آرون اسپرینگر & پائول تیبیت داستان: استفان هیلنبرگ | گرگور نارهوز | جریزی زیلینسکی | لین هوبسون           |
| بیرون از آب                | پائول تیبیت مایک میچل (سکانس‌های لایو اکشن)     | پائول تیبیت و ماری پارنت      | فیلمنامه: جاناتان ایبل و گلن برگر داستان: استیون هیلنبرگ و پائول تیبیت                                         | جان دبنی     | فیل میهیو      | دیوید یان سلتر       |
| اسفنج شگفت‌انگیز            | تیم هیل                                        | رایان هاریس                   | جاناتان آیبل، گلن برگر، مایکل کوام و تیم هیل                                                                   | هانس زیمر    | لری فانگ       | اطلاعی در دسترس نیست |